# Bobr
Bobr (bielorruso y ruso: Бобр) es un asentamiento de tipo urbano de Bielorrusia, perteneciente al raión de Krupki de la provincia de Minsk.
En 2023, el asentamiento tenía una población de 896 habitantes. Es sede de un consejo rural que incluye 30 pedanías con una población de unos mil quinientos habitantes.
Se ubica unos 5 km al este de la capital distrital Krupki, en el cruce de las carreteras P19 y P62.

## Historia
Se conoce la existencia de la localidad en documentos desde 1516 y en su origen era un asentamiento rural de la República de las Dos Naciones, que estuvo en manos de varias familias nobles. En el siglo XVIII, Augusto III de Polonia concedió a la localidad el Derecho de Magdeburgo. En la partición de 1793 se integró en el Imperio ruso, que estableció aquí el centro de un vólost en el uyezd de Siannó de la gobernación de Maguilov. En 1924 se integró en la RSS de Bielorrusia, que desde 1941 lo clasificó como asentamiento de tipo urbano.